# 미시간 민병대

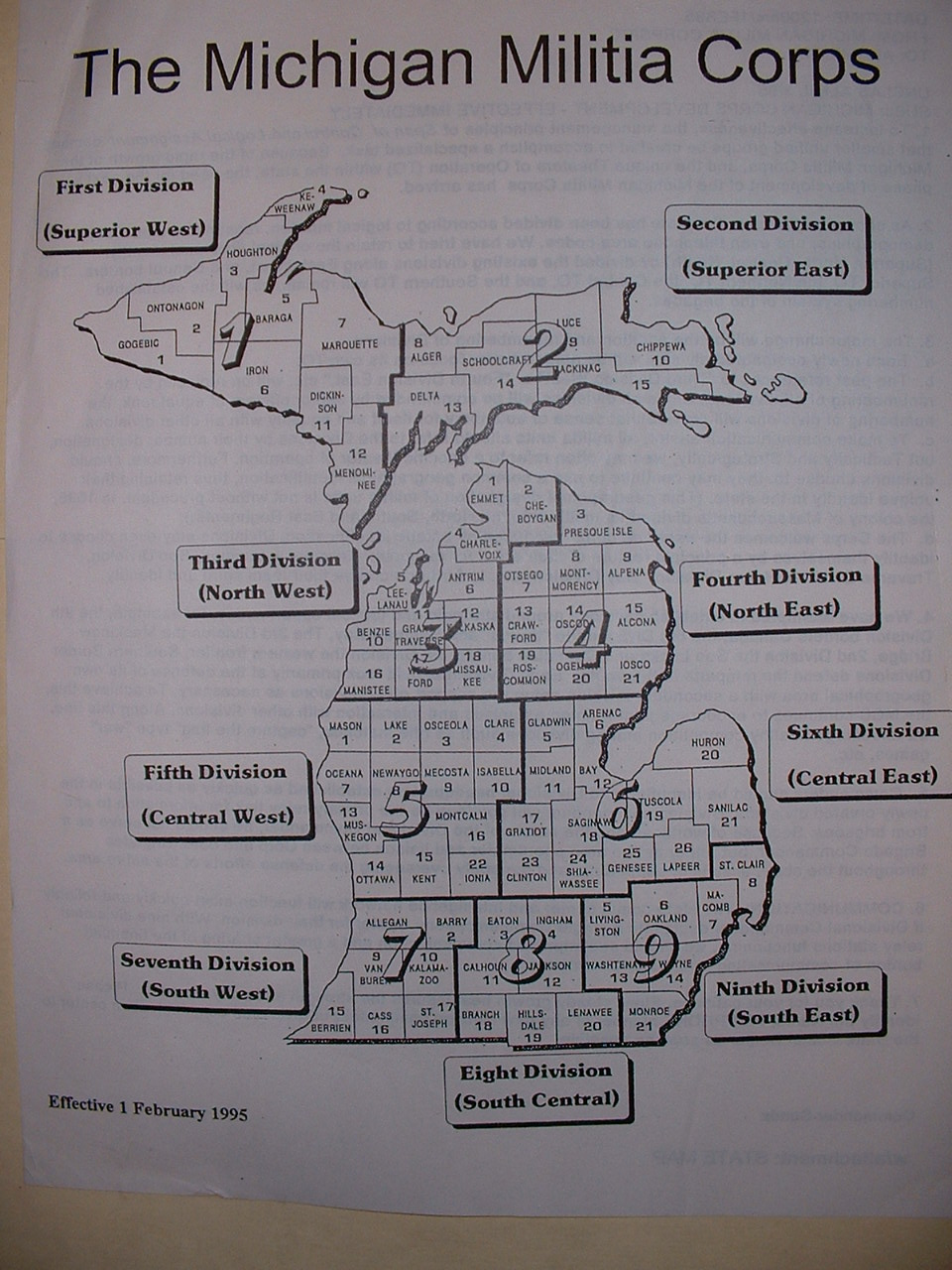
미시간 민병대 사단들의 위치

미시간 민병대(Michigan Militia)는 미국에서 가장 큰 민병대(Militia) 조직이다. 1994년에 미국 공군 부사관 출신인 노먼 올슨이 창설했다. 수백명 규모이며, 9개의 사단이 미시간주에 배치되어 있다.

## 같이 보기
- 민병대 (미국)